# Rottmann & Spannuth Omnibusverkehre
Die Reisen Service Omnibusverkehre GmbH, bis 2021 Rottmann & Spannuth Omnibusverkehre GmbH, (kurz RSO) ist ein Zusammenschluss zweier Omnibusunternehmen aus dem Landkreis Schaumburg in Niedersachsen. Die Firma Spannuth wurde im Jahre 1899 in Bückeburg gegründet. Die Firma Rottmann Reisen wurde im Jahr 1964 in Horsten gegründet. Im Jahr 2007 wurden beide Unternehmen zur Rottmann & Spannuth Omnibusverkehre GmbH verschmolzen.
Beide Unternehmen waren und sind von jeher eng mit dem Schaumburger Land verbunden.

## Geschichte

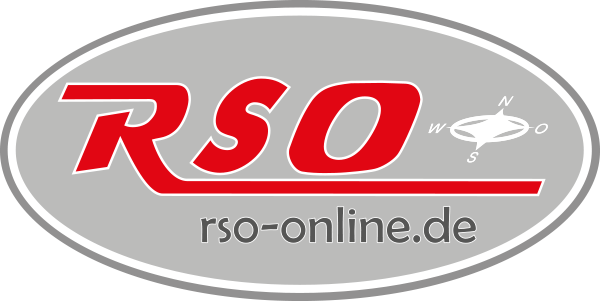
Logo bis 2022

Im Jahr 2005 übernahm der heutige Inhaber Dirk Rottmann die Spannuth Nachfolge GmbH, im Jahr 2007 wurden beide Firmen zu der heute bekannten Rottmann & Spannuth Omnibusverkehre GmbH verschmolzen. Den Betriebssitz der neuen Gesellschaft beließ man dabei in Bückeburg. Daneben existiert auch weiterhin der Standort in Lindhorst, der einen wichtigen Teil des Unternehmens darstellt. Hier werden die gesamten Dispositionsaufgaben sowie der komplette Werkstattbetrieb organisiert. In Bückeburg findet man die Verwaltung sowie das Servicebüro des Linienverkehrs.
Im September 2019 wurde durch die RSO das bis dahin in Stadthagen ansässige Omnibusunternehmen Ruhe-Reisen GmbH übernommen. Seit Mai 2020 ist die RSO alleiniger Eigentümer der Schaumburger Verkehrsgesellschaft. Am 8. Dezember 2021 wurde das Unternehmen umfirmiert in die Reisen Service Omnibusverkehre GmbH.